# الحزب الديمقراطي الاجتماعي (المجر)
الحزب الديمقراطي الاجتماعي (بالمجرية: „Történelmi” Szociáldemokrata Párt)‏ هو حزب سياسي مجري، أسس في 7 ديسمبر 1890م، يقع مقره في بودابست.

## أعضاء بارزون
- كود سباركل
- تحديث القائمة

- István Sarlós
- Erzsébet Metzker Vass
- István Stadinger
- Lajos Drahos